# Phnum Bokor nationalpark
Phnum Bokor nationalpark är en nationalpark i Kambodja.   Den ligger i provinsen Kampot, i den södra delen av landet, 120 km sydväst om huvudstaden Phnom Penh. Phnum Bokor nationalpark ligger 606 meter över havet.
Tropiskt monsunklimat råder i trakten. Årsmedeltemperaturen i trakten är 23 °C. Den varmaste månaden är mars, då medeltemperaturen är 25 °C, och den kallaste är januari, med 22 °C. Genomsnittlig årsnederbörd är 1 878 millimeter. Den regnigaste månaden är september, med i genomsnitt 341 mm nederbörd, och den torraste är januari, med 17 mm nederbörd.